# بایکال (وروتسواف)

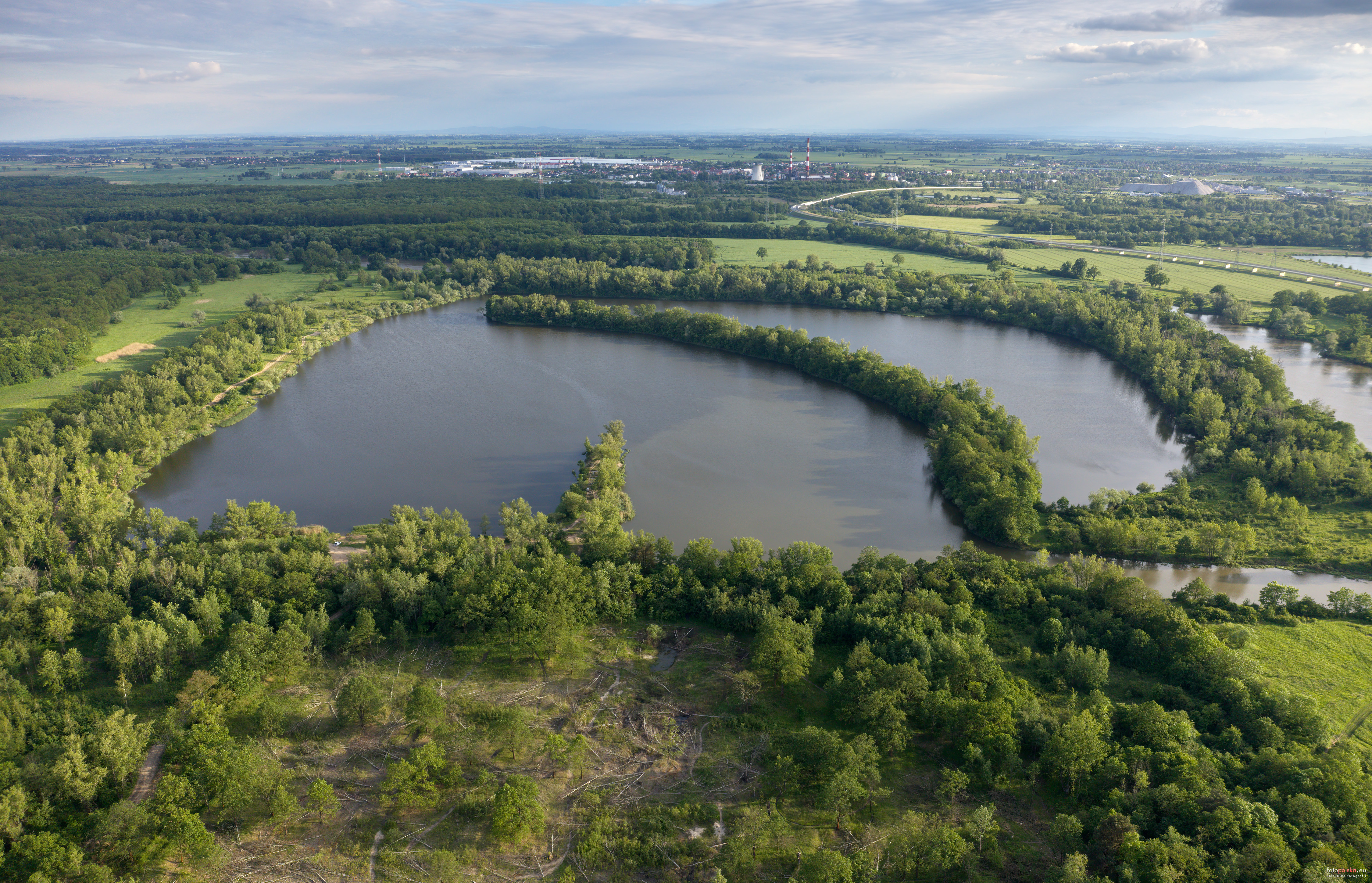
بایکال

بایکال (به لهستانی: Bajkał) یک دریاچه مصنوعی کوچک به مساحت ۶۰ هکتار می‌باشد و در فاصله ۳ کیلومتری از شهر وروتسواف ، لهستان قرار گرفته است . منشع آب بایکال رود اودر است . بایکال به خاطر پرورش کپورماهیان از اهمیت به سزایی برخوردار است. بایکال یکی از تفرجگاه‌های برهنگان لهستانی می‌باشد . 